# Малечковичи
Малечковичи (укр. Малечковичі) — село в Солонковской сельской общине Львовского района Львовской области Украины.

Церковь в селе Малечковичи

Население по данным 2024 года составляло 1083 человека. Занимает площадь 1,19 км². Почтовый индекс — 81132. Телефонный код — 3230.